# Chopper

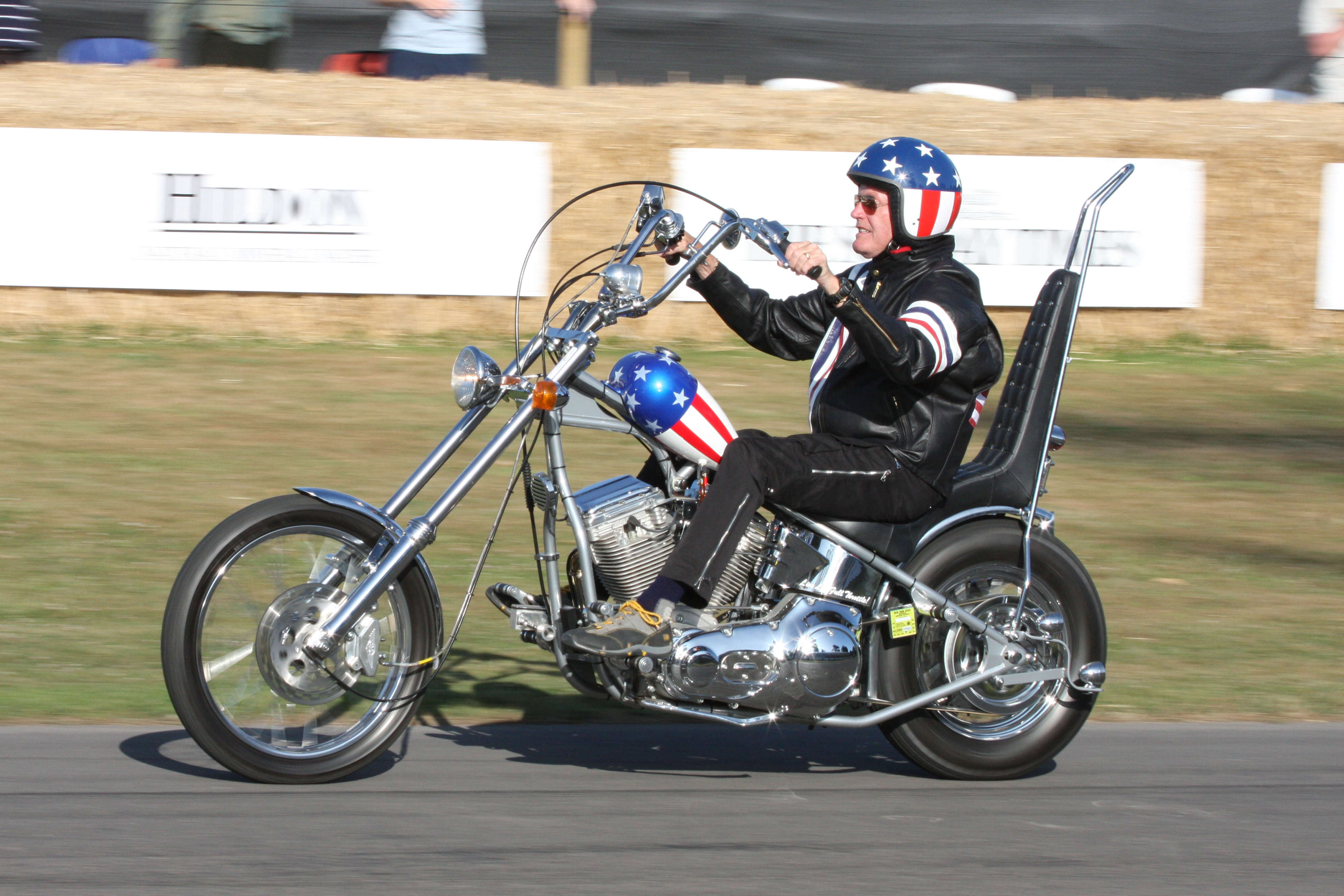
Peter Fonda monta una réplica de la motocicleta «Captain America» utilizada en «Easy Rider».

Una Chopper es un tipo de motocicleta modificada (Chopped), para tener un ángulo de lanzamiento mayor, con horquilla más larga, lo que le da una batalla y avance más grandes que el resto de los tipos de motocicletas. Normalmente tiene un manillar más largo a lo alto, lo que le da una posición a las manos más alta que los hombros del piloto. Puede estar basada en una motocicleta de producción o ser creada desde cero. Con respecto a las motocicletas tradicionales, las Chopper suelen ser más livianas, tienen tanques de combustible más pequeños, y sus parabrisas, luces, guardabarros y asientos son más pequeños o directamente fueron quitados.

## Historia
Después de la Segunda Guerra Mundial, algunos motociclistas de Estados Unidos que habían combatido en Europa estaban descontentos con las motocicletas de su país (principalmente Harley-Davidson e Indian), ya que las europeas eran más ligeras y divertidas de conducir. Para mejorar sus capacidades, y en la ausencia de cualquier tipo de kit de potenciación de motor, los exsoldados optaron por lo básico: cortar y quitar ("to chop" o "to bob" en inglés) todo lo innecesario al buen funcionamiento de la moto para perder así peso y ganar velocidad. Así nacieron las "Bobbers", motos desnudas, sin parabrisas, respaldos, faros auxiliares, defensas, con asientos minimalistas, guardabarros recortados y muchas veces sin freno delantero. Las pesadas y poco potentes Harleys e Indians se transformaron así en motos ligeras y divertidas, que llegaron a usarse en carreras. Algunas Indian llegaban a los 200 km/h, lo cual era un récord para la época. (Burt Munro mantiene el récord para menos de 1,000 cc logrado en una Indian Scout 1939 a 300 km/h).
A finales de los 65 aparecen las "Choppers", que se diferencian de las "Bobbers" básicamente por un lanzamiento de la horquilla desmesurado y las bobbers con asientos más pequeños y menos elementos superfluos. El manillar más elevado, llamado "cuelgamonos" (ape hangers) hizo su aparición. Los respaldos kilométricos consistentes en una simple barra de acero fijada al chasis rígido eran otra característica de las "Choppers". El neumático delantero se hizo más fino y el trasero más ancho, adaptando neumáticos de coche. Esto hizo un estilo de motocicleta único y adaptado a cada piloto, puesto que cada uno decidía justo lo que necesitaba hacerse para crear su moto deseada, la mayoría del tiempo experimentando con colegas en garajes. La mayoría de "Bobbers" y "Choppers" de la época no tenían batería; el encendido se hacía con un magneto, y el embrague se encontraba en el pie, mientras que las velocidades se pasaban con la mano. Este sistema era llamado embrague suicida (Suicide Shift). Unido a la ausencia de freno delantero, la conducción era por lo menos arriesgada, pero divertida, que era lo esencial.
El negocio de la construcción y modificación de Harleys apareció a finales de los años 80. Talentosos diseñadores comenzaron a construir Choppers y su trabajo empezó a ser más buscado. Un individuo ya no necesitaba hacer el trabajo por sí mismo, sólo expresar lo que deseaba a un diseñador y él hacia el resto. Arlen Ness fue uno de los primeros y más reconocidos, uniéndose le un séquito de empresas que hoy en día pueblan la escena internacional de la transformación y personalización. Apareciendo regularmente en programas de televisión y siendo estrellas ultramediatizadas, podemos encontrar a Jesse James y su empresa "West Coast Choppers" y a la familia cuello con Orange County Choppers.
Hoy en día la idea de una "Chopper" ha cambiado totalmente. El "hazlo tú mismo", ha dado paso a miles de empresas que ofrecen sus piezas y sus servicios para hacer el sueño del propietario realidad. Ante la avalancha de kits de potenciación de motor (un motor Harley Davidson preparado o un motor de la industria auxiliar, igual en forma y funcionamiento, pero no así en potencia, pueden alcanzar cifras de hasta 180 cv para cilindradas que van hasta los 2500cc), cortar y quitar piezas para aligerar el peso es ya más una norma estética que una utilidad para ganar velocidad.